# Boža Krakar Vogel
Božidara (Boža) Krakar Vogel, slovenska literarna zgodovinarka in literarna didakticarka, * 14. maj 1950, Jesenice.
Je hči pesnika Lojzeta Krakarja.

## Življenjepis
Leta 1969 se je vpisala na Filozofsko fakulteto v Ljubljani na študij francoščine in ruščine, leta 1971 pa je kot dodatni A-predmet vpisala še slovenski jezik s književnostjo. Iz francoščine in ruščine je diplomirala leta 1974, iz slovenščine pa leta 1977. Za diplomsko delo iz francoščine je prejela študentsko Prešernovo nagrado. V letih 1977–1986 je službovala kot profesorica slovenščine na Srednji ekonomski šoli v Ljubljani. Leta 1986 je na Oddelku za slovanske jezike in književnosti na Filozofski fakulteti v Ljubljani postala asistentka za književno didaktiko (kasneje se disciplina preimenuje v didaktiko književnosti). Odobren ji je bil neposredni prehod na doktorski študij, ki ga je zaključila leta 1993 z disertacijo Novejši slovenski pogledi na pouk književnosti kot dejavnik sooblikovanja njegovih smotrov, metod in vsebin; mentorica je bila Helga Glušič. Leta 1994 je postala docentka in predstojnica Katedre za didaktiko slovenskega jezika in književnosti, leta 1999 izredna profesorica in leta 2004 redna profesorica.

## Delo
Ukvarja se z didaktiko književnosti, ki jo je razvila v visokošolski predmet na ravni dodiplomskega in podiplomskega študija. Rezultate svojih raziskav predstavlja v domačem in tujem strokovnem tisku ter na raznih srečanjih. Leta 2002 in 2003 je bila predsednica SSJLK, jeseni 2006 pa predsednica 25. mednarodnega znanstvenega simpozija Obdobja z naslovom Književnost v izobraževanju – cilji, vsebine, metode. Predava tudi na tujih univerzah; v poletnem semestru 1997/1998 je bila v Celovcu gostujoča predavateljica. Znanstvenoraziskovalno delo prenaša v prakso kot članica Predmetne maturitetne komisije za slovenščino, kot članica Predmetne kurikularne komisije za slovenščino, kot recenzentka in soavtorica številnih učbenikov in ostalega učnega gradiva za pouk književnosti, npr. srednješolskega učbenika Branja. S svojimi izkušnjami in spoznanji teoretično in praktično izobražuje profesorje slovenščine na številnih seminarjih ter vodi delavnice in okrogle mize. 
Leta 2003 je za svoje (pionirsko) delo na področju didaktike književnosti prejela Sokratovo odličje SOVA, ki ga podeljuje Slovensko društvo za visokošolsko didaktiko.
Leta 2006 je prejela Nagrado Republike Slovenije na področju šolstva za najvišje dosežke v znanstvenem delu v vzgoji in izobraževanju.

## Izbrana bibliografija
- Smotri, vsebine in metode pouka slovenske književnosti. JiS 34/3–5 (1988/89). 65–69 in 89–97. (COBISS)
- Skice za književno didaktiko. Ljubljana: Zavod Republike Slovenije za šolstvo, 1991. (COBISS)
- Razsežnosti učiteljeve usposobljenosti za poučevanje književnosti. JiS 39/5 (1993/94). 175–188.[mrtva povezava] (COBISS)
- Preverjanje znanja in sposobnosti pri pouku književnosti. Književnost na maturi. Ljubljana: Zavod Republike Slovenije za šolstvo in šport, 1994. 5–51. (COBISS)
- Teme iz književne didaktike. Ljubljana: Zavod Republike Slovenije za šolstvo, 1995. (COBISS)
- Literarna teorija kot sestavina metodičnega sistema šolske interpretacije pri vzgoji kultiviranega bralca. JiS 41/7–8 (1995/96). 147–156. Arhivirano 2009-10-01 na Wayback Machine. (COBISS)
- Realizem maturitetnega eseja. JiS 44/7–8 (1998/99). 279–290.[mrtva povezava] (COBISS)
- Slovenski jezik in književnost. Vodnik skozi književnost na maturi. Ljubljana: Državni izpitni center, 2000. (COBISS)
- Obravnavanje literarne klasike v sodobni šoli – na primeru Prešerna. JiS 46/4 (2000/2001). 125–136. Arhivirano 2009-10-28 na Wayback Machine. (COBISS)
- Eksterna matura iz materinskoga jezika i školski esej u Sloveniji. Metodika 4/7 (2003). 159–171. (COBISS)
- Poglavja iz didaktike književnosti. Ljubljana: DZS, 2004. (COBISS)
- Teoretična izhodišča. Od spisa do eseja. Ljubljana: DZS, 2006. 9–53. (COBISS)